# Daqin Dao
Daqin Dao är en ö i Kina. Den ligger i provinsen Shandong, i den östra delen av landet, omkring 380 kilometer nordost om provinshuvudstaden Jinan. Arean är 6,5 kvadratkilometer. Den sträcker sig 3,5 kilometer i nord-sydlig riktning, och 4,2 kilometer i öst-västlig riktning.
Genomsnittlig årsnederbörd är 776 millimeter. Den regnigaste månaden är juli, med i genomsnitt 367 mm nederbörd, och den torraste är december, med 6 mm nederbörd.